# Ave Maria (Stati Uniti d'America)
Ave Maria è un'area non incorporata pianificata nella Contea di Collier, nei pressi di Naples (100 km circa ad ovest di Miami). È principalmente nota per essere totalmente abitata da cattolici americani (soprattutto di origini irlandesi); è stata aperta ufficialmente nell'estate del 2007 in Florida.

## Storia

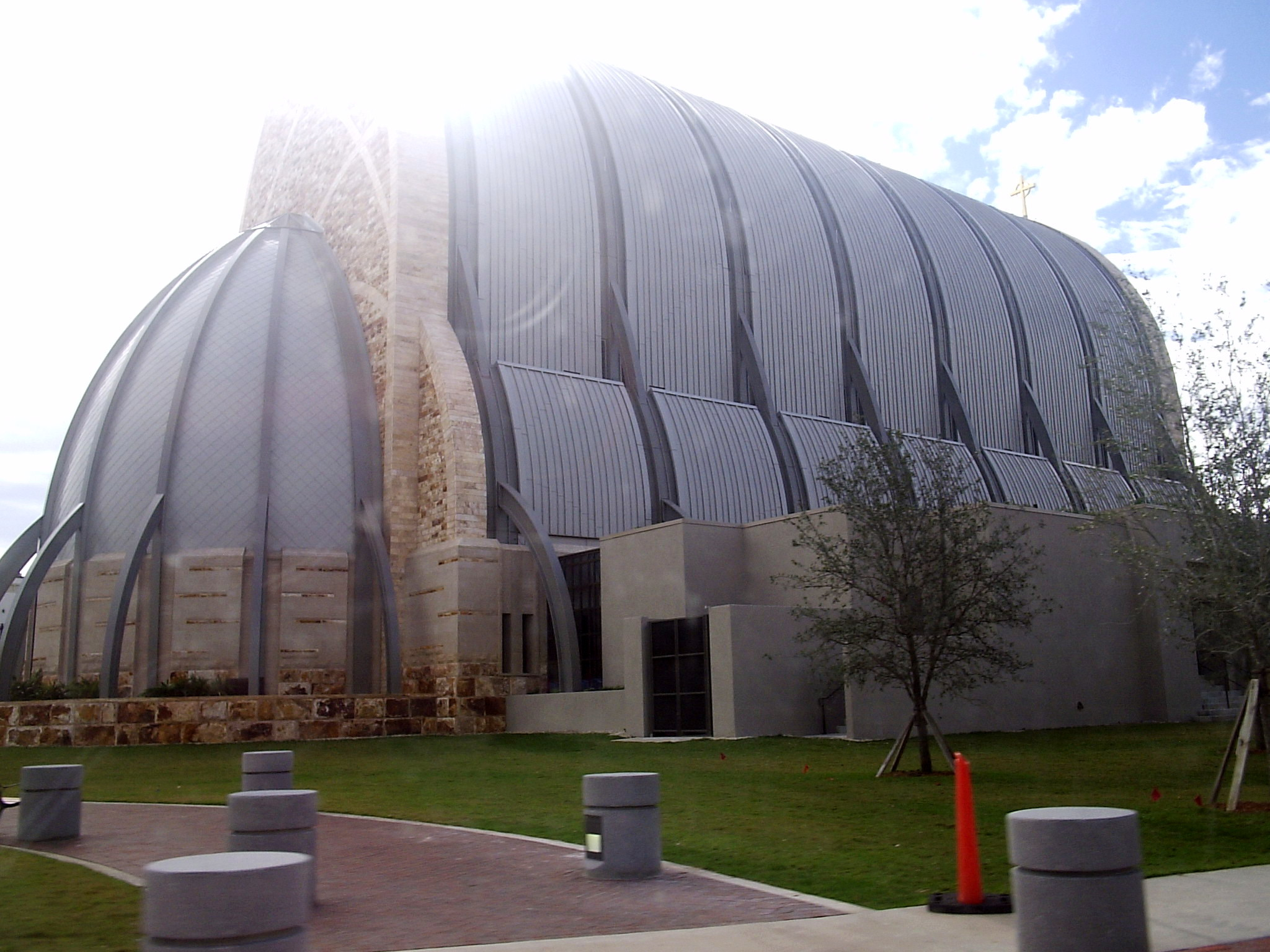
L'oratorio di Ave Maria.

La sua fondazione è stata voluta dal miliardario americano Tom Monaghan. Nelle intenzioni del fondatore, è concepita come una città ideale, la prima per soli cattolici (e retta secondo principi cattolici) negli Stati Uniti d'America, e, una volta completata, raggiungerà i 30 000 abitanti.
Nella città ha sede l'Università di Ave Maria (AMU) che si basa su principi cattolici.